# نوا لفت
| بررسی انتقادی | بررسی انتقادی |
| منبع          | رتبه‌بندی      |
| ------------- | ------------- |
| آل‌هیپ‌هاپ      | 4.5/5 ستاره   |
| رولینگ استون  | 2.5/5 ستاره   |
| پیچفورک مدیا  | ۷.۰/۱۰        |

نِوا لفت (به انگلیسی: NEVA LEFT) پانزدهمین آلبوم استودیویی رپر اهل ایالات متحده آمریکا اسنوپ داگ است که در ۱۹ می ۲۰۱۷ میلادی توسط داگی استایل رکوردز و اِمپایر دیستربیوشن منتشر شد. در آلبوم رپر هایی مانند، رِدمن، متد من، بی-ریل و ویز خلیفا به همکاری با اسنوپ داگ میپردازند.

## پیش زمینه
از اسم و کاور آلبوم در ۱۴ آوریل ۲۰۱۷ رونمایی شد.  کاور آلبوم متعلق به زمان انتشار آلبوم داگی استایل است، در این عکس اسنوپ داگ کنار تابلو "جاده ۱۸۷ ایالتی کالیفرنیا" ایستاده است؛ این عکس در سال ۱۹۹۲ گرفته شده است. 

## موسیقی ها

### تک‌آهنگ‌ها
تک آهنگ "کوه راشمور" که در آن رِدمن، متد من و بی-ریل به همکاری پرداختند، در تاریخ ۲۵ آوریل ۲۰۱۷ به عنوان تک آهنگ اصلی آلبوم برای خرید منتشر شد؛ همچنین آلبوم در همین تاریخ برای پیش خرید نیز قرار گرفت. 

## عملکرد تجاری
در ایالات متحده نوا لفت با فروش ۱۱.۰۰۰ نسخه دیجیتالی به رتبه ۵۴ ام بیلبورد ۲۰۰ رسید؛ این آلبوم ۱۳ امین آلبوم پرفروش دیجیتالی هفته بود. 